# Marek Mozrzymas
Marek Mozrzymas – polski fizyk, dr hab., profesor Uniwersytetu Wrocławskiego.

## Życiorys
W 1991 obronił pracę doktorską Formalizm Racaha-Wignera dla superalgebry OSP /1/2/, następnie uzyskał stopień doktora habilitowanego. Otrzymał nominację profesorską. Został zatrudniony na stanowisku adiunkta w Instytucie Fizyki Teoretycznej na Wydziale Fizyki i Astronomii Uniwersytetu Wrocławskiego. Objął funkcję profesora na  Uniwersytecie Wrocławskim.